# هر آنچه بخواهی
هر آنچه بخواهی (اسپانیایی: Todo lo que tú quieras‎) یک فیلم درام اسپانیایی است که در سال ۲۰۱۰ منتشر شد.

## خلاصه داستان
آلیشیا، شخصیت مادر خانوادهٔ بلاسکو، در پی یک حمله صرع می‌میرد و در نتیجه شوهر بیوه‌اش «لئو» را که (یک وکیل محافظه کار و همجنس‌گراهراس است) با دافنه دختر ۴ ساله‌شان تنها می‌گذارد. «لئو» با کمک‌های «الکس» (یک موکل)، «پدرو» (یک همکار تجاری) و «مارتا» (دوست‌دختر سابق)، تمام تلاش خود را برای مراقبت از دخترش انجام می‌دهد. کار به آنجا می‌رسد که لئو برای راضی نگه داشتن دافنه، حاضر به مبدل‌پوشی به عنوان یک مادر می‌شود.

## گزیدهٔ بازیگران
- خوان دیه‌گو بوتو[۵]
- خوزه لوئیس گومس[۵]
- پدرو آلنسو[۵]
- نایوا نیمری[۵]
- آنا واگنر[۵]
- ماریانا کوردرو

## نامزدی‌ها و جوایز
| سال  | جایزه                                   | رده                        | نامزدی(ها)      | نتیجه    | منبع        |
| ---- | --------------------------------------- | -------------------------- | --------------- | -------- | ----------- |
| ۲۰۱۱ | ۶۶مین دورۀ جوایز حلقه نویسندگان سینمایی | بهترین بازیگر نقش مکمل مرد | خوزه لوئیس گومز | نامزدشده | [ ۷ ] [ ۸ ] |